# Мейкалиша, Ария
Ария Мейкалиша (латыш. Ārija Meikališa, 25 мая 1952 года, Салдус) — латвийский ученый, правовед. Работала в органах МВД, первая и единственная женщина генерал в Латвии. Доктор юридических наук, профессор кафедры уголовного права юридического факультета Латвийского университета, Латвийской полицейской академии и Днепропетровского государственного университета внутренних дел. Член-корреспондент АН Латвии. Сфера научных интересов — уголовно-процессуальное право. Ректор Латвийской полицейской академии (2003—2008)

## Биография
Квалификацию юриста получила на юридическом факультете Латвийского государственного университета в 1975 году. Трудовой путь начала с должности следователя следственной части РОВД города Салдус. С 1983 года начальник следственной части РОВД города Талси. Через пять лет становится начальником следственной части Рижского городского следственного управления, а также — следователем в следственном департаменте Министерства внутренних дел Латвийской ССР.
В 1991 году начинает академическую карьеру как ассистент кафедры уголовного права Латвийской академии полиции. Вскоре становится лектором, затем доцентом и руководителем кафедры. В 1995 году присвоена учёная степень доктора наук. С 2003 по 2008 год ректор Латвийской академии полиции. 29 января 2004 года присвоено звание генерала полиции. В декабре 2004 года избрана членом-корреспондентом Академии наук Латвии. 29 августа 2008 года присвоено звание профессора кафедры уголовного права юридического факультета Латвийского университета.

## Научные труды
Автор 5 монографий, 20 учебных пособий, более 30 др. публикаций.
- Meikališa Ā. Drošības līdzekļu kriminālprocesuālā reglamentācija Latvijas likumdošanā — R., LPA,1995, 13 al.
- Meikališa Ā. Kriminālprocesa tiesības. Vispārīgā daļa. 1.grāmata-R., RaKa,2000, 39,3 a.l.
- Meikališa Ā. Pirmstiesas izmeklēšana- R.,Biznesa augstskola Turība,2001, 9,5 a.l.
- Meikališa Ā, Strada-Rozenberga K. «Kriminālprocess. Struktūrloģiskās shēmas ar paskaidrojumiem. A(vispārīgā) daļa.» R., Latvijas Vēstnesis, 2007. , 379 lapas.
- Meikališa Ā., Strada-Rozenberga K. «Kriminālprocess. Struktūrloģiskās shēmas ar paskaidrojumiem. B un C daļa.» , R., Latvijas Vēstnesis, 2009., 432 lapas.
- Meikališa Ā., Strada-Rozenberga K. Sešu rakstu kopa «Pārmaiņu laiks kriminālprocesā», Latvijas Vēstnesis, Jurista vārds, 21.02.2006., 14.03.2006., 23.05.2006., 30.05.2006., 13.06.2006., 04.07.2006., 01.08.2006., 08.08.2006.
- Meikališa Ā. Kriminālprocesa uzsākšanas institūta attīstība un problēmas Latvijā, «Administratīvā un Kriminālā justīcija», LPA, 2007.g. Nr.4(41), lpp. 145—160.
- Meikališa Ā., Strada-Rozenberga K., Piecu rakstu kopa «Pārmaiņu laiks kriminālprocesā turpinās», Latvijas Vēstnesis, Jurista vārds, 30.06.2009., 11.08.2009., 18.08.2009., 01.09.2009., 15.09.2009., 06.10.2009.